# Ellinikon
Ellinikon (în greacă Ελληνικό, însemnând chiar grecește) este un oraș în Grecia, situat la est de Atena, fiind o suburbie a acesteia.